# لوكا (مغنية)
لوكا (بالبرتغالية: Luka‏) هي مغنية مؤلفة ومغنية برازيلية، ولدت في 26 يونيو 1979 في بورتو أليغري في البرازيل.

## وصلات خارجية
- الموقع الرسمي
- لوكا على موقع ميوزك برينز (الإنجليزية)
- لوكا على موقع ديسكوغز (الإنجليزية)